# Pseuduncifera
Pseuduncifera es un género de polillas de la familia Tortricidae.

## Especies
- Pseuduncifera euchlanis Razowski, 1999